# Мана-Пулс
Национальный парк Мана-Пулс (англ. Mana Pools National Park, шона mana — четыре) — национальный парк, площадью 219 600 гектаров (543 000 акров), созданный на севере Зимбабве в нижнем течении реки Замбези с целью охраны дикой природы. В районе парка русло реки Замбези перегорожено выходами коренных пород и образует несколько стариц. Образовавшиеся водно-болотные угодья привлекают множество диких животных, включая слонов, буйволов, леопардов и гепардов. Это также место больших скоплений нильского крокодила. 
В 1984 году национальный парк Мана-Пулс, охотничьи резерваты Сапи и Чеворе вошли в список объектов Всемирного наследия ЮНЕСКО. 3 января 2013 года Мана-Пулс были признаны Рамсарской водно-болотной территорией международного значения. Национальный парк Мана-Пулс является объектом Всемирного наследия, основанным на его чистой дикой природе и красоте. Он является домом для множества млекопитающих, более 350 видов птиц и водных животных и является одной из самых диких и лучше всего сохранившихся природных экологических зон в мире.

## Общая география
Площадь охраняемой территории составляет 676 600 га: Мана-Пулс — 219 600 га, Чеворе — 339 000 га, Сапи — 118 000 га. Абсолютная высота территории варьируется от 360 до 1244 м.
По сути Мана-Пулс являются бывшими протоками реки Замбези, расположенные в её широкой долине в 100—150 км ниже дамбы Кариба. Мана на языке шона означает «четыре», имея в виду четыре больших постоянных водоема, образованных извилинами средней части Замбези, это Мэйн, Чайн, Лонг и Чисамбук. Охотничьи резерваты расположены в нижнем течении Замбези вблизи от границы с Мозамбиком. Геология региона варьируется от аллювиев недавней реки и песчаников Кару до древних гнейсов и парагнейсов, смешанных с литозольным основанием скал. Эти 2500 квадратных километров речной береговой линии, островов, песчаных отмелей и бассейнов, окруженных лесами красного дерева, дикого инжира, черного дерева и баобабов, являются одним из наименее развитых национальных парков в Южной Африке. Здесь самая большая в стране концентрация гиппопотамов и крокодилов, а также большие популяции млекопитающих в засушливый сезон, таких как зебры, слоны и кафрские буйволы. В этом районе также обитают другие виды, находящиеся под угрозой исчезновения, включая льва, гепарда, дикую собаку, а также виды, находящиеся под угрозой исчезновения, включая леопарда и бурую гиену.
Среднее годовое количество осадков составляет 700 мм, большая часть которых приходится на летний сезон. Средняя годовая температура составляет 25 °C.
Когда этот район был внесен в список ЮНЕСКО, он был одним из самых важных убежищ для популяции восточных черных носорогов в Африке, насчитывающей около 500 животных. К 1994 году из-за браконьерства их осталось всего 10 носорогов, которых для защиты перевезли в другой район.

### Фауна
Во время сухого сезона из-за отсутствия других источников воды охраняемая территория становится местом скопления большого количества животных. Чеворе содержит самую крупную популяцию чёрных носорогов (Diceros bicornis), состоящую из более 500 особей. Распространены также африканские слоны, гиппопотамы, львы, леопарды, гепарды, гиеновидные собаки, пятнистые гиены, медоеды, бородавочники, кистеухие свиньи, бурчеллова зебра, множество видов антилоп, среди которых встречаются: большой куду, бушбок, ньяла, канна и другие. Многочисленны нильские крокодилы.
Орнитофауна включает 380 видов включая неразлучника Лилианы, серогорлого никатора (Nicator chloris), Glareola nuchalis, Circaetus cinerascens и Erythrocercus livingstonei. Рыбы представлены тигровой рыбой, лещами, Heterobranchus longifilis, Distichodus mossambicus, Distichodus schenga, Mormyropsanguilloides и двоякодышащими рыбами (Protopterus annectens).

## Возможные угрозы
Министерство горнодобывающей промышленности Зимбабве заявило 28 апреля 2023 года, что Shalom Mining Corporation Pvt Ltd подала заявку на получение разрешения на разведку нефти и природного газа в районе с чрезвычайно высокой природоохранной ценностью, прилегающем к бассейнам Мана. Если будет разрешено продолжить строительство, это может поставить под угрозу близлежащий объект Всемирного наследия.

## Сохранение
Район национального парка был спасён от гидроэлектростанции в начале восьмидесятых годов, из-за которой район мог быть затоплен. На экологию влияет регулирование плотины Кариба, и есть опасения, что ещё одна потенциальная плотина на реке Замбези, в ущелье Мапата, может резко подорвать ценность этой территории Недавно район снова был спасен от гидроэлектростанции в ущелье Мупата, где вместо неё был выбран проект строительства плотины Батока.

## Окрестности
Парк граничит с национальным парком Нижняя Замбези в Замбии на противоположном берегу реки Замбези, а более крупная территория ЮНЕСКО граничит с сафари-зоной Урунгве (287 000 га), сафари-зоной Данде (52 300 га) и сафари-зоной Дома (76 400 га).

## Внешние ссылки
- Mana Pools - Zimbabwe Parks & Wildlife Authority